# Sébastien Renouard
Sébastien Renouard (Nancy, 11 juli 1984) is een Franse voetballer (middenvelder) die sinds 2009 voor de Franse tweedeklasser Angers SCO uitkomt. Eerder speelde hij voor FC Metz. 